# New Deal, Texas
New Deal là một thị trấn thuộc quận Lubbock, tiểu bang Texas, Hoa Kỳ. Năm 2010, dân số của thị trấn này là 794 người.

## Dân số
- Dân số năm 2000: 708 người.
- Dân số năm 2010: 794 người.